# Joshua R. Sanes
Joshua Richard Sanes (* 1949 in Buffalo, New York) ist ein US-amerikanischer Neurowissenschaftler und Molekularbiologe an der Harvard University. Er ist vor allem für seine Arbeiten zur Ausbildung von Synapsen bekannt, insbesondere im Bereich der Netzhaut des Auges (Retina).
Als Schüler der Highschool arbeitete Sanes aushilfsweise im Labor von Robert Guthrie. Sanes machte 1970 bei Paul Greengard an der Yale University seinen Studienabschluss in Biochemie und Psychologie. 1976 erwarb er bei John G. Hildebrand an der Harvard University einen Ph.D. in Neurobiologie. Nach einem Jahr am Office of Technology Assessment in Washington, D.C. ging Sanes zunächst zurück an die Harvard University, um als Postdoktorand bei Uel Jackson McMahan und später bei Zach W. Hall an der University of California, San Francisco, zur Bildung von Synapsen zu arbeiten.
1980 erhielt Sanes einen ersten Lehrauftrag an der Washington University School of Medicine, wo er mehr als 20 Jahre tätig war, zuletzt als Lehrstuhlinhaber. Ebenfalls 1980 erhielt er ein Forschungsstipendium der Alfred P. Sloan Foundation (Sloan Research Fellowship). 1986 und 1999 verbrachte er jeweils ein Sabbatical in Frankreich, 1986 am Institut Pasteur, 1999 an der Universität Marseille. 2004 erhielt er einen Lehrstuhl für Molekularbiologie und Zellbiologie an der Harvard University.
Gemeinsam mit John Merlie identifizierte Sanes Signalmoleküle (drunter Laminine), mit denen synaptische Partner ihre Verbindung bilden, verändern und erhalten. Anhand des visuellen Systems bei Wirbeltieren untersuchte Sanes, wie Axone von Neuronen unter den Zellen, denen sie beim Wachstum begegnen, die richtige finden, um sich mit ihr zu verbinden. Weitere Arbeiten (gemeinsam mit Jeff Lichtman) versuchen, diese Prozesse beim lebenden Versuchstier über einen längeren Zeitraum darzustellen. Jüngere Arbeiten befassen sich mit den Genen für Protocadherine.
Sanes wurde 1992 Fellow der American Association for the Advancement of Science, 2002 Mitglied der National Academy of Sciences, 2007 Mitglied der American Academy of Arts and Sciences und 2025 Auswärtiges Mitglied der Royal Society. 2000 erhielt Sanes den W. Alden Spencer Award, 2017 wurde ihm der Gruber-Preis für Neurowissenschaften zugesprochen, 2018 der Perl-UNC Neuroscience Prize.
Joshua Sanes ist mit Susan Corcoran verheiratet, einer Anwältin. Das Paar hat zwei Kinder.